# Arrondissement de Briançon
L'arrondissement de Briançon est une division administrative française, située dans le département des Hautes-Alpes et la région Provence-Alpes-Côte d'Azur.

## Composition

### Composition avant 2015
L'arrondissement de Briançon était composé de 7 cantons :
- canton d’Aiguilles ;
- canton de L'Argentière-la-Bessée ;
- canton de Briançon-Nord ;
- canton de Briançon-Sud ;
- canton de Guillestre ;
- canton de La Grave ;
- canton du Monêtier-les-Bains.

### Composition depuis 2015
À la suite d'un décret du 20 février 2014, la taille des cantons a évolué lors des élections départementales de 2015. Contrairement à l'ancien découpage où chaque canton était inclus à l'intérieur d'un seul arrondissement, le nouveau découpage territorial s'affranchit des limites des arrondissements. Certains cantons peuvent être composés de communes appartenant à des arrondissements différents. Dans l'arrondissement de Briançon, ce n'est pas le cas.
Liste des cantons de l'arrondissement de Briançon :
- canton de L'Argentière-la-Bessée ;
- canton de Briançon-1 ;
- canton de Briançon-2 ;
- canton de Guillestre.

### Découpage communal depuis 2015
Depuis 2015, le nombre de communes des arrondissements varie chaque année soit du fait du redécoupage cantonal de 2014 qui a conduit à l'ajustement de périmètres de certains arrondissements, soit à la suite de la création de communes nouvelles. Le nombre de communes de l'arrondissement de Briançon est ainsi de 38 en 2015, 38 en 2016, 37 en 2017 et 36 en 2019.
Au 1er janvier 2024, l'arrondissement groupe les 36 communes suivantes :
1. Abriès-Ristolas
2. Aiguilles
3. L'Argentière-la-Bessée
4. Arvieux
5. Briançon
6. Ceillac
7. Cervières
8. Champcella
9. Château-Ville-Vieille
10. Eygliers
11. Freissinières
12. La Grave
13. Guillestre
14. Molines-en-Queyras
15. Le Monêtier-les-Bains
16. Mont-Dauphin
17. Montgenèvre
18. Névache
19. Puy-Saint-André
20. Puy-Saint-Pierre
21. Puy-Saint-Vincent
22. Réotier
23. Risoul
24. La Roche-de-Rame
25. Saint-Chaffrey
26. Saint-Clément-sur-Durance
27. Saint-Crépin
28. Saint-Martin-de-Queyrières
29. Saint-Véran
30. La Salle-les-Alpes
31. Val-des-Prés
32. Vallouise-Pelvoux
33. Vars
34. Les Vigneaux
35. Villar-d'Arêne
36. Villar-Saint-Pancrace

## Démographie
En 2022, l'arrondissement comptait 33 484 habitants.
| 1968   | 1975   | 1982   | 1990   | 1999   | 2006   | 2011   | 2016   | 2021   |
| ------ | ------ | ------ | ------ | ------ | ------ | ------ | ------ | ------ |
| 23 565 | 25 327 | 28 440 | 31 042 | 32 124 | 34 015 | 35 021 | 35 266 | 33 304 |

| 2022   | - | - | - | - | - | - | - | - |
| ------ | - | - | - | - | - | - | - | - |
| 33 484 | - | - | - | - | - | - | - | - |

## Sous-préfets
| Période           | Période           | Identité                        | Fonction précédente                                                                               | Observation                                                                                                |
| ----------------- | ----------------- | ------------------------------- | ------------------------------------------------------------------------------------------------- | --- |
|                   |                   |                                 |                                                                                                   | |
| 24 juillet 1837   | 2 novembre 1838   | Emmanuel Combe-Sieyès           | Secrétaire particulier de son père, préfet de l'Aube                                              | Nommé sous-préfet de Ploërmel                                                                              |
|                   |                   |                                 |                                                                                                   | |
| 3 janvier 1870    | 16 mars 1870      | Robert Le Barrois d'Orgeval     | Conseiller à la préfecture de la Haute-Marne                                                      | Nommé sous-préfet d'Embrun                                                                                 |
|                   |                   |                                 |                                                                                                   | |
| 7 août 1871       | 15 décembre 1875  | Charles Thomson                 | Sous-préfet de Vervins                                                                            | Nommé sous-préfet de Brignoles                                                                             |
|                   |                   |                                 |                                                                                                   | |
| 15 janvier 1878   | 2 décembre 1879   | Joseph Manoël-saumane           |                                                                                                   | Nommé conseiller de préfecture des Alpes-Maritimes                                                         |
|                   |                   |                                 |                                                                                                   | |
| 25 avril 1885     | 2 mai 1885        | Jules Fleury                    | Conseiller de préfecture de la Marne                                                              | Nommé sous-préfet de Marvejols                                                                             |
| 2 mai 1885        | 6 août 1885       | Jules Duréault                  | Conseiller de préfecture de l'Allier                                                              | Nommé sous-préfet de Fougères                                                                              |
| 6 août 1885       | 18 avril 1891     | Frédéric Mascarenc de Raïssac   | Sous-préfet de Fougères                                                                           | Nommé sous-préfet de Coulommiers                                                                           |
| 18 avril 1891     | 31 juillet 1894   | François Tourné                 | Sous-préfet de Sisteron                                                                           | Nommé sous-préfet de Saint-Yrieix                                                                          |
| 31 juillet 1894   | 14 décembre 1895  | Jacques Rapilly                 | Rédacteur à l'Administration centrale du ministère de l'Intérieur                                 | Nommé sous-préfet de Trévoux                                                                               |
| 14 décembre 1895  | 13 octobre 1896   | Louis Hudelo                    | Sous-préfet de Bellac                                                                             | Nommé sous-préfet de Châtellerault                                                                         |
| 13 octobre 1896   | 15 mars 1905      | Louis Bigot                     |                                                                                                   | Nommé sous-préfet d'Albertville                                                                            |
| 15 mars 1905      | 30 juillet 1906   | Jules Carbone                   |                                                                                                   | Nommé secrétaire général de la préfecture de la Haute-Marne                                                |
| 30 juillet 1906   | 17 février 1908   | Joseph Signoret                 | Sous-préfet de Brignoles                                                                          | Nommé sous-préfet de Barcelonnette                                                                         |
| 17 février 1908   | 3 octobre 1910    | Eugène Bougouin                 | Chef de cabinet du préfet des Hautes-Alpes                                                        | Nommé Sous-préfet de Nyons                                                                                 |
| 3 octobre 1910    | 19 décembre 1910  | Georges Roussillon              | Sous-préfet de Florac                                                                             | Nommé sous-préfet de Poligny                                                                               |
| 19 décembre 1910  | 20 octobre 1911   | Pierre Bertrand                 | Sous-préfet de Saint-Malo                                                                         | Nommé sous-préfet de Saint-Yrieix                                                                          |
| 20 octobre 1911   | 30 octobre 1917   | Georges Calloc'h                | Sous-préfet de Barcelonnette                                                                      | Nommé sous-préfet de Saint-Affrique                                                                        |
| 30 octobre 1917   | 26 septembre 1918 | André Carrère                   | Chef de cabinet du préfet de l'Allier                                                             | Nommé secrétaire général de la préfecture de l'Allier                                                      |
|                   |                   |                                 |                                                                                                   | |
| 22 mars 1919      | 4 mars 1921       | Léon Beaugrand                  | Mobilisé pour la guerre                                                                           | Nommé sous-préfet de Moissac                                                                               |
| 20 février 1921   | 11 octobre 1924   | Joseph Dauteroche               | Conseiller de préfecture des Hautes-Alpes                                                         | Nommé sous-préfet de Saint-Claude                                                                          |
| 8 septembre 1924  | 21 décembre 1927  | Henri Dadoune                   | Sous-préfet de Florac                                                                             | Nommé sous-préfet de Bonneville                                                                            |
| 21 décembre 1927  | 19 mai 1934       | Joseph Delpeyrou                | Rattaché à la préfecture de la Vienne                                                             | Nommé sous-préfet de Castelsarrasin                                                                        |
| 1er juillet 1934  | 7 octobre 1935    | Robert Cousin                   | Chef de cabinet du préfet de l'Yonne                                                              | Nommé secrétaire général de la préfecture de la Haute-Savoie                                               |
|                   |                   |                                 |                                                                                                   | |
| 16 août 1938      | 31 janvier 1942   | Jean Tomasi                     | Chef de cabinet du préfet des Landes                                                              | Nommé sous-préfet de Lure                                                                                  |
| 5 octobre 1942    | 3 mai 1943        | Roger Séverie                   | Sous-préfet de Péronne                                                                            | Nommé secrétaire général de la préfecture de la Charente                                                   |
|                   |                   |                                 |                                                                                                   | |
| 11 février 1945   | 20 mars 1946      | René Debia                      | Secrétaire général de la Mayenne                                                                  | Nommé sous-préfet de Nantua                                                                                |
|                   |                   |                                 |                                                                                                   | |
| 31 janvier 1961   | 3 avril 1963      | Jean Amet                       | Sous-préfet de Mauriac                                                                            | Nommé Sous-préfet de Vire                                                                                  |
|                   |                   |                                 |                                                                                                   | |
| 21 décembre 1971  |                   | Pierre Breuil                   |                                                                                                   | |
|                   |                   |                                 |                                                                                                   | |
| 1977              |                   | Michel Mathieu                  |                                                                                                   | |
| 1979              |                   | Michel Pelissier                |                                                                                                   | |
|                   |                   |                                 |                                                                                                   | |
|                   | 28 janvier 1991   | Olivier Bernard                 |                                                                                                   | Nommé sous-préfet chargé de mission pour la politique de la ville auprès du préfet de la Seine-Saint-Denis |
| 26 avril 1991     |                   | Claude Brugirard                | Directeur du cabinet du préfet de la région Auvergne, préfet du Puy-de-Dôme                       | |
| 9 juin 1992       | 2 août 1994       | Frédéric Dohet                  | Directeur du cabinet du préfet de la Guyane                                                       | Nommé secrétaire général de la préfecture de l'Ariège                                                      |
| 25 octobre 1994   | 22 août 1997      | Christian Rock                  | Administrateur territorial hors classe                                                            | |
| 22 août 1997      | 13 septembre 1999 | Vincent Soetemont               | Administrateur civil                                                                              | |
| 13 septembre 1999 | 31 juillet 2001   | Christian Leonardi              | Premier conseiller du corps des tribunaux administratifs et des cours administratives d'appel     | Nommé sous-préfet chargé de mission auprès du préfet du Rhône                                              |
| 29 août 2001      | 1er août 2003     | Philippe de Gestas de Lespéroux | Directeur du cabinet du préfet du Cher                                                            | |
| 1er août 2003     | 28 avril 2006     | Christian Sogno                 | Conseiller du corps des tribunaux administratifs et des cours administratives d'appel             | Redevient premier conseiller de tribunal administratif                                                     |
| 28 avril 2006     | 28 juillet 2008   | Bruno Charlot                   | Directeur du cabinet du préfet de la Manche                                                       | Nommé directeur de cabinet du préfet de la région Auvergne, préfet du Puy-de-Dôme                          |
| 17 octobre 2008   | 10 septembre 2010 | Cécile Legrand                  | Magistrate de l'ordre judiciaire                                                                  | Nommée sous-préfète de Montbard                                                                            |
| 17 septembre 2010 | 3 octobre 2012    | Imed Bentaleb                   | Premier conseiller du corps des tribunaux administratifs et des cours administratives d'appel     | Redevient premier conseiller                                                                               |
| 24 octobre 2012   | 14 mars 2014      | Dominique Schuffenecker         |                                                                                                   | Nommé sous-préfet de Corte                                                                                 |
| 29 avril 2014     | 6 décembre 2017   | Isabelle Sendrané               | Ingénieure en chef des ponts, des eaux et des forêts                                              | Nommée sous-préfète de Condom                                                                              |
| 25 mars 2018      | 14 mars 2020      | Jean-Bernard ICHÉ               | Directeur départemental de la cohésion sociale et de la protection des populations d'Eure-et-Loir | Nommé directeur de cabinet du préfet de la Sarthe                                                          |
| 21 avril 2020     | 17 septembre 2022 | Hélène LESTARQUIT               | Juge administratif                                                                                | Nommée sous-préfète chargée de mission auprès du préfet de la région Occitanie, préfet de la Haute-Garonne |
| 15 novembre 2022  | -                 | Dalila ZANE                     | Présidente du tribunal judiciaire de Moulins                                                      | Actuelle sous-préfète                                                                                      |